# Arca de Calaons
L'anomenat Arca de Calaons, o Dòlmens de Calaons, és en realitat un conjunt de tres monuments megalítics, dòlmens, de la comuna de Catllà, de la comarca del Conflent, a la Catalunya del Nord. Tots tres són dins del terme de Catllà, a menys de 100 metres l'un de l'altre, però a prop del triterme amb Eus i Molig, de manera que un d'ells, el dolmen I, és damunt del termenal amb Molig.

## Dolmen I de Calaons
El més occidental dels tres dòlmens, Es tracta d'un sepulcre megalític de galeria catalana situat a 42° 39′ 26.40″ N, 2° 24′ 57.20″ E / 42.6573333°N,2.4158889°E.

## Dolmen de l'Arca de Calaons o II de Calaons
És el que es troba en una posició central entre els tres dòlmens, a uns 20 metres a l'est del representat amb el número I. Consisteix en una caixa i el fons d'una petita tomba. És al qual corresponen les coordenades principals d'aquest article.

### Planta i secció esquemàtica de l'Arca de Calaons

Planta de la cista enterrada.
Secció de la cista enterrada.

## Dolmen III de Calaons
És el monument megalític més oriental dels tres, a uns 150 metres de l'Arca o dolmen II. Es tracta d'un dolmen de caixa megalítica. És situat a 42° 39′ 25.30″ N, 2° 25′ 02.10″ E / 42.6570278°N,2.4172500°E.